# Auguste Leuba (Politiker, 1798)

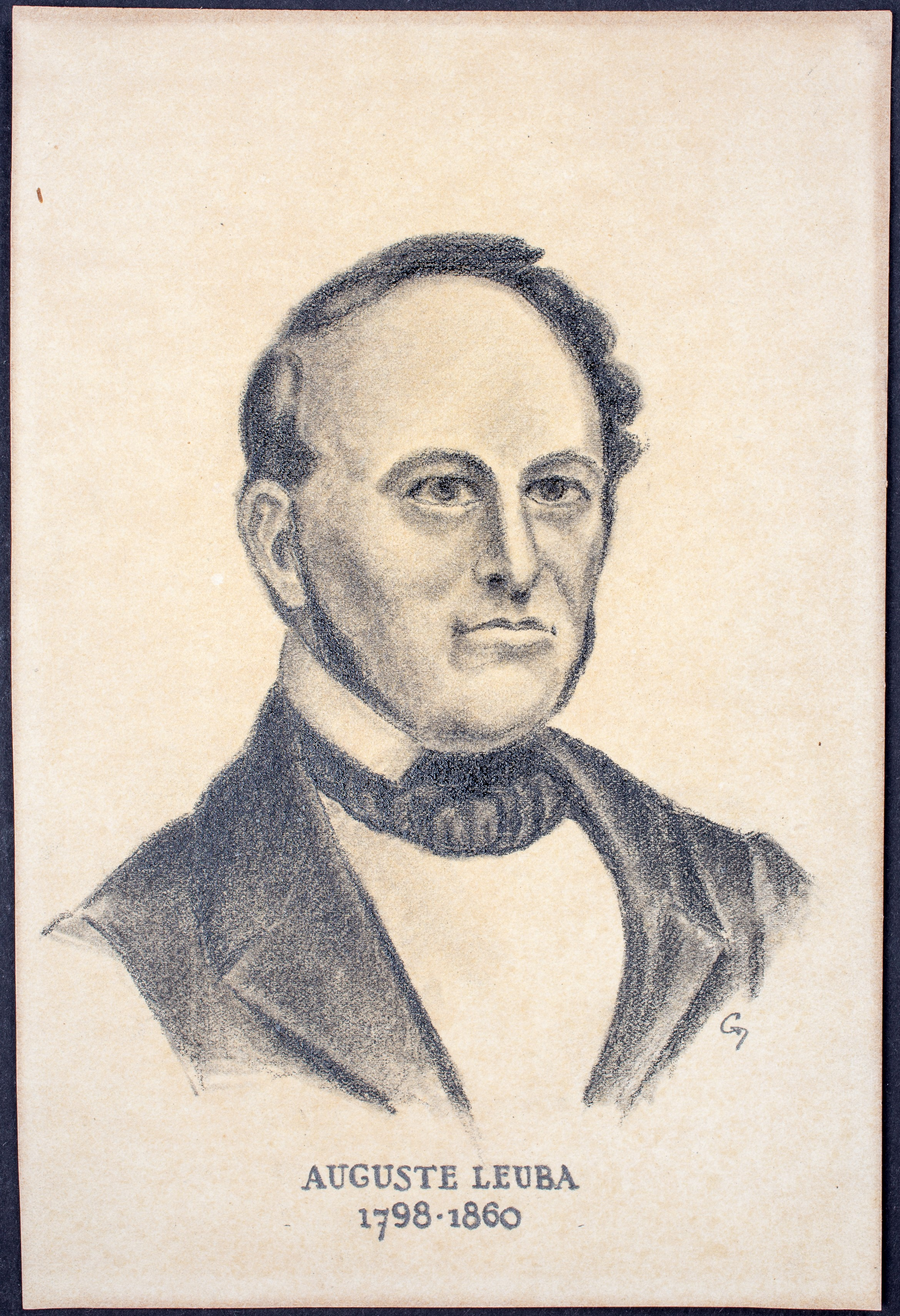
Auguste Leuba

Auguste Leuba (* 1. Dezember 1798 in Buttes; † 26. Februar 1860 in Neuenburg; heimatberechtigt in Buttes) war ein Schweizer Kaufmann, Brasilienauswanderer, Anführer der Neuenburger Revolution und Staatsrat des Kantons Neuenburg.

## Leben
Auguste Leuba wurde 24 Tage nach seiner Geburt am 25. Dezember 1798 in Buttes reformiert getauft. Seine Eltern waren Jean-Jacques-Henri Leuba und Marie-Louise Leuba, geborene Leuba. In Le Locle übte er den Beruf des Kaufmanns aus, wie ein am 1. September 1821 ausgestellter Heimatschein besagt. 1822 wanderte er ins Kaiserreich Brasilien aus. In Rio de Janeiro eröffnete er ein Geschäft für Kleider, Uhren und Produkte aller Art.
Während patrizische Auswanderer meist unter Ausbeutung von Sklavenarbeit agrarischen Kolonialismus betrieben, bot sich für bürgerliche Auswanderer der Einzelhandel mit den Erzeugnissen der Uhrenindustrie an. 1831 kehrte er (zeitweise?) in die Heimat zurück, denn für den 13. Februar 1831 ist seine Eheschliessung mit Sophie Leuba, geborene Leuba, Tochter des Abram Leuba, dokumentiert. Zudem wurde ihm von den Behörden des Fürstentums Neuenburg am 7. März 1831 der Reisepass Nummer 95 ausgestellt. Der spätere Gross-, Stände- und Nationalrat Auguste Leuba war ihr Sohn.
Wie viele Neuenburger wollte er die Herrschaft Preussens über Neuenburg und die Monarchie überwinden. Manche bezahlten dafür mit dem Weg ins Exil, allen voran Alphonse Bourquin, der Anführer des Neuenburger Aufstands 1831, der seine Tage 1837 vereinsamt in New Orleans beendete. Leuba wurde in die Gesetzgebende Versammlung gewählt und gehörte am 29. Februar 1848 in der Neuenburger Revolution zu den Unterzeichnern der Proklamation von Le Locle. Im März 1848 wurde er Mitglied der provisorischen Regierung der Republik Neuenburg (1. März–4. Mai 1848). Von 8. Mai 1849 bis 23. Mai 1853 war er Gross- und Staatsrat. Leuba initiierte die Bahngesellschaft Compagnie Franco-Suisse (FS), die 1856 gegründet wurde.